# Paralympische Winterspelen 1988
De IVe Paralympische Winterspelen werden in 1988 gehouden in Innsbruck, Oostenrijk. Dit was de laatste keer dat de Paralympische Winterspelen niet in hetzelfde land werden gehouden als de Olympische Winterspelen.

## Sporten
Tijden deze spelen stonden er vier sporten op het programma.
Tussen haakjes staat het aantal onderdelen per sport, de sporten tijdens deze spelen waren:
Alpineskiën (44)
Biatlon (3)
Langlaufen (38)
Priksleeën (12)

## Medaillespiegel
Het IPC stelt officieel geen medaillespiegel op, maar geeft desondanks een medailletabel ter informatie. In de spiegel wordt eerst gekeken naar het aantal gouden medailles, vervolgens de zilveren medailles en tot slot de bronzen medailles.
De onderstaande tabel geeft de top-10. In de tabel heeft het gastland een blauwe achtergrond. België en Nederland wonnen geen medailles.
| Plaats | Land                     | NPC | Goud | Zilver | Brons | Totaal |
| 1      | Noorwegen                | NOR | 25   | 21     | 14    | 60     |
| 2      | Oostenrijk               | AUT | 20   | 10     | 14    | 44     |
| 3      | Bondsrepubliek Duitsland | FRG | 9    | 11     | 10    | 30     |
| 4      | Finland                  | FIN | 9    | 8      | 8     | 25     |
| 5      | Zwitserland              | SUI | 8    | 7      | 8     | 23     |
| 6      | Verenigde Staten         | USA | 7    | 17     | 6     | 30     |
| 7      | Frankrijk                | FRA | 5    | 5      | 3     | 13     |
| 8      | Canada                   | CAN | 5    | 3      | 5     | 13     |
| 9      | Zweden                   | SWE | 3    | 7      | 5     | 15     |
| 10     | Italië                   | ITA | 3    | 0      | 6     | 9      |

## Deelnemende landen
De volgende 22 Nationaal Paralympisch Comités werden tijdens de Spelen door een of meerdere sporters vertegenwoordigd: